# Mühlenbecker Land
Mühlenbecker Land – gmina w Niemczech w kraju związkowym Brandenburgia, w powiecie Oberhavel.